# Alois Roudnický
Alois Roudnický (20. ledna 1877 Jestřabí Lhota – 17. září 1939 Praha) byl český římskokatolický kněz a politik, meziválečný poslanec a senátor Národního shromáždění ČSR za Československou stranu lidovou.

## Život
Na kněze byl vysvěcen v roce 1900 a krátce působil jako kaplan v Jáchymově. V roce 1903 se stal katechetou na Žižkově, jímž zůstal prakticky po celý život. První světové války se zúčastnil jako polní kurát, po vzniku Československa se podílel na znovuvybudování Orla. Řadu let vedl lidovce na Žižkově, které od roku 1919 zastupoval v obecní radě a v okresní správní komisi.)
V parlamentních volbách v roce 1920 byl zvolen poslancem Národního shromáždění za Českobudějovický kraj a svůj mandát obhájil i ve volbách v roce 1925 a 1929. Od 12. prosince 1929 byl také místopředsedou sněmovny.
Při jím řízené schůzi sněmovny 29. prosince 1929 pronesl Klement Gottwald svůj první poslanecký projev, v němž mimo jiné uvedl, že se „od ruských bolševiků do Moskvy chodíme učit, jak vám zakroutiti krk.“ Později přešel do horní parlamentní komory. V parlamentních volbách v roce 1935 získal senátorské křeslo v Národním shromáždění. V senátu setrval do jeho zrušení v roce 1939, přičemž krátce předtím ještě v prosinci 1938 přestoupil do nově vzniklé Strany národní jednoty. Zemřel v roce 1939 a byl pohřben na Olšanských hřbitovech.